# Ubiraçaba
Ubiraçaba é um distrito no município de Brumado, no Centro-Sul do estado da Bahia, Região Nordeste do Brasil, sob as coordenadas 14°8'21", latitude sul e 41°58'38", longitude oeste, a 585 metros de altitude, a 46 quilômetros da cidade.

## História e geografia
Anteriormente, o distrito era denominado Santa Bárbara dos Casados, porém, em cumprimento do Decreto Estadual nº 11089, de 30 de novembro de 1938, passou a se chamar Ubiraçaba.
O distrito de Ubiraçaba está localizado a oeste de Brumado, em uma região geológica conhecida como Greenstone Belt Ibitira — Ubiraçaba, onde o solo é muito antigo e rico em minerais, por isso muito pesquisado pelos geólogos, assim como todo o solo da região. A vegetação é Caatinga. O clima da região é o estepe local, classificado como BSh, existindo baixa pluviosidade, de acordo com Wladimir Köppen e Rudolf Geiger. A temperatura média anual é de 22,6 °C, com precipitação de 673 mm, sendo novembro o mês mais chuvoso. O mês mais frio é julho e o mais quente é outubro, registrando 20,1 °C e  24,2 °C, respectivamente.

## Infraestrutura e economia
No distrito, são prestados serviços essenciais, como abastecimento de água tratada e energia elétrica fornecidos pela Empresa Baiana de Águas e Saneamento (Embasa) e Companhia de Eletricidade do Estado da Bahia (Coelba), respectivamente.
O distrito de Ubiraçaba ganhou destaque quando foram iniciadas as obras da Ferrovia de Integração Oeste-Leste (Fiol) em seu território. Entre 2011 e 2015, as obras da ferrovia ajudaram a alavancar a economia local, mas a economia do distrito é mesmo baseada na pecuária e no plantio de algodão e umbu, com incentivo do governo do Estado, através da Abapa (Empresa Baiana dos Produtores de Algodão), com doação de equipamentos agrícolas, para auxiliar no plantio e da associação dos pequenos produtores da região. A usina de beneficiamento do algodão também auxilia na agilidade do processo. O investimento na produção do "umbu gigante" também tem sido uma alternativa para o crescimento econômico. O umbu, além de ser vendido in natura, é usado na fabricação artesanal de doces.
O distrito também possui escolas primárias e secundárias e vem recebendo investimentos ainda maiores, com a construção do moderno Colégio Municipal de Ubiraçaba, que conta com 16 salas de aula, sala de informática, sala de vídeo, biblioteca, quadra poliesportiva etc, além de acessibilidade, com rampas. Possui também quadra poliesportiva e campo de futebol (em terra).